# Widerstandsgruppe der Brotfabrik Germania
Die Widerstandsgruppe der Brotfabrik Germania war zu Beginn der Zeit des Nationalsozialismus ein sozialdemokratisch orientiertes Widerstandsnetz um die gleichnamige Brotfabrik in Duisburg-Hamborn. Sie bestand von Sommer 1934 bis anfangs 1935.

## Geschichte
Der Sozialdemokrat August Kordahs hatte im März 1934 die heruntergewirtschaftete Fabrik gekauft und verkaufte unter der Bezeichnung „Kordahs Brot“ Backwaren auch durch Auslieferungsfahrer. Er stellte in dem Betrieb zahlreiche arbeitslose Sozialdemokraten und freie Gewerkschafter an. Diese Fahrten erschienen dem dort beschäftigten früheren SPD-Parteisekretär Hermann Runge als gute Tarnung zum Aufbau eines illegalen Netzwerkes. Der Besitzer der Fabrik gab sein Einverständnis. Außer Runge beteiligten sich zu Beginn im Sommer 1934 die sozialdemokratisch orientierte Lehrerin Johanna Niederhellmann und der Gewerkschafter Sebastian Dani an der Konzeption. Dani hatte bereits Erfahrungen mit der Verteilung illegaler Schriften als Auslieferungsfahrer gesammelt.
In der Folge verteilten die Fahrer illegales Material, organisierten geheime Treffen und hielten den Kontakt mit dem zuständigen SoPaDe-Grenzsekretär Gustav Ferl aufrecht. An dem Netzwerk beteiligt waren Mitglieder der verbotenen SAJ und des Reichsbanners. Die Fahrer hatten etwa 100 regelmäßige Abnehmer und Weiterverbreiter des illegalen Materials. In den verteilten Schriften wurde offen oder verdeckt zum Sturz des Regimes aufgerufen. Außerdem sammelten Runge und der frühere Parteisekretär Ernst Gnoss aus Essen Informationen für die Deutschland-Berichte der Sopade.
Mit dem wirtschaftlichen Erfolg der Fabrik wurden mehr Fahrzeuge angeschafft und der Aktionsradius der illegalen Gruppe weitete sich aus. Das Gebiet umfasste den Niederrhein bis Bonn und Aachen. Es reichte bis ins Bergische Land, nach Ostwestfalen und nach Lüdenscheid im Sauerland.
Die einzelnen Mitglieder des Netzwerkes kannten meist nur den jeweiligen Kontaktmann. Die Organisation flog Anfang 1935 dennoch auf. Dies geschah zufällig nach Verhören nach einer illegalen Maifeier in Essen-Werden. Es wurden 200 Personen von der Gestapo verhaftet. Nach anderen Berichten, etwa dem der SoPaDe aus dem Jahr 1936, waren es sogar 1000 Personen, von denen 600 vor dem Oberlandesgericht Hamm angeklagt wurden. Hermann Runge und Johanna Niederhellmann und andere wurden gefoltert. In der Untersuchungshaft starben vier Beteiligte der Widerstandsaktionen, angeblich durch Selbstmord. Tatsächlich starben die vier Bergleute aus Moers an den Folgen der Folter. An der Untersuchung beteiligt waren die Spezialisten des KPD-Dezernats der Gestapo Düsseldorf. In den Verhörprotokollen der Gestapo wurde die Folter verschleiert. Die achtzehn Hauptbeschuldigten wurden vom Volksgerichtshof im sogenannten Brotfabrikprozess 1936 zu hohen Haftstrafen verurteilt.
Noch zu Beginn der 1940er Jahre wurde die Brotproduktion eingestellt und das Gebäude zu unterschiedlichen Zwecken genutzt. Ende der 1960er Jahre kaufte Ernst Freiwald das mächtige Backsteingebäude und eröffnete einen Spielwarengroßhandel.  Heute wird das Gebäude nicht mehr genutzt und die Bedeutung der Brotfabrik als Zentrum der größten Widerstandsgruppe an Rhein und Ruhr droht wieder in Vergessenheit zu geraten.  Zumindest erinnert eine Gedenktafel, die der Deutsche Gewerkschaftsbund im Jahr 1986 an dem Gebäude anbringen ließ, an die Geschichte der Widerstandsgruppe. Die heute nicht mehr gut lesbare Inschrift lautet:
„In diesem Gebäude befand sich seit 1912 die Brotfabrik Germania. Sie war in den Jahren 1934 und 1935 das Zentrum eines Widerstandskreises von Sozialdemokraten und Gewerkschaftlern, der sich von der holländischen Grenze bis nach Ostwestfalen und ins Sauerland erstreckte.“
In unmittelbarer Nähe zur Brotfabrik präsentierte der Heimatverein Hamborn e.V. im Oktober und November 2013 in der ehemaligen Empfangshalle des Bahnhofs Hamborn eine überregional beachtete Ausstellung zur Widerstandsgruppe. Der Ausstellungstitel lautete „Die Germania-Brotfabrik in Hamborn und der Widerstandskreis um August Kordahs. Eine Ausstellung zum Gedenken an 100 Jahre Brotfabrik „Germania“ und den Widerstand gegen das NS-Regime“.  Die Veranstaltung fand mit Unterstützung des Instituts für niederrheinische Kulturgeschichte und Regionalentwicklung (InKuR) und der Niederrhein-Akademie/Academie Nederrijn e.V. statt und stand unter der Schirmherrschaft des Duisburger Oberbürgermeisters Sören Link.